# Marie-Elisabeth Belpaire
Marie (of Maria) Elisa(beth) Belpaire (Antwerpen, 31 januari 1853 - 9 juni 1948) was een Vlaams schrijfster en een mecenas binnen de Vlaamse Beweging en het katholiek meisjesonderwijs.

## Levensloop

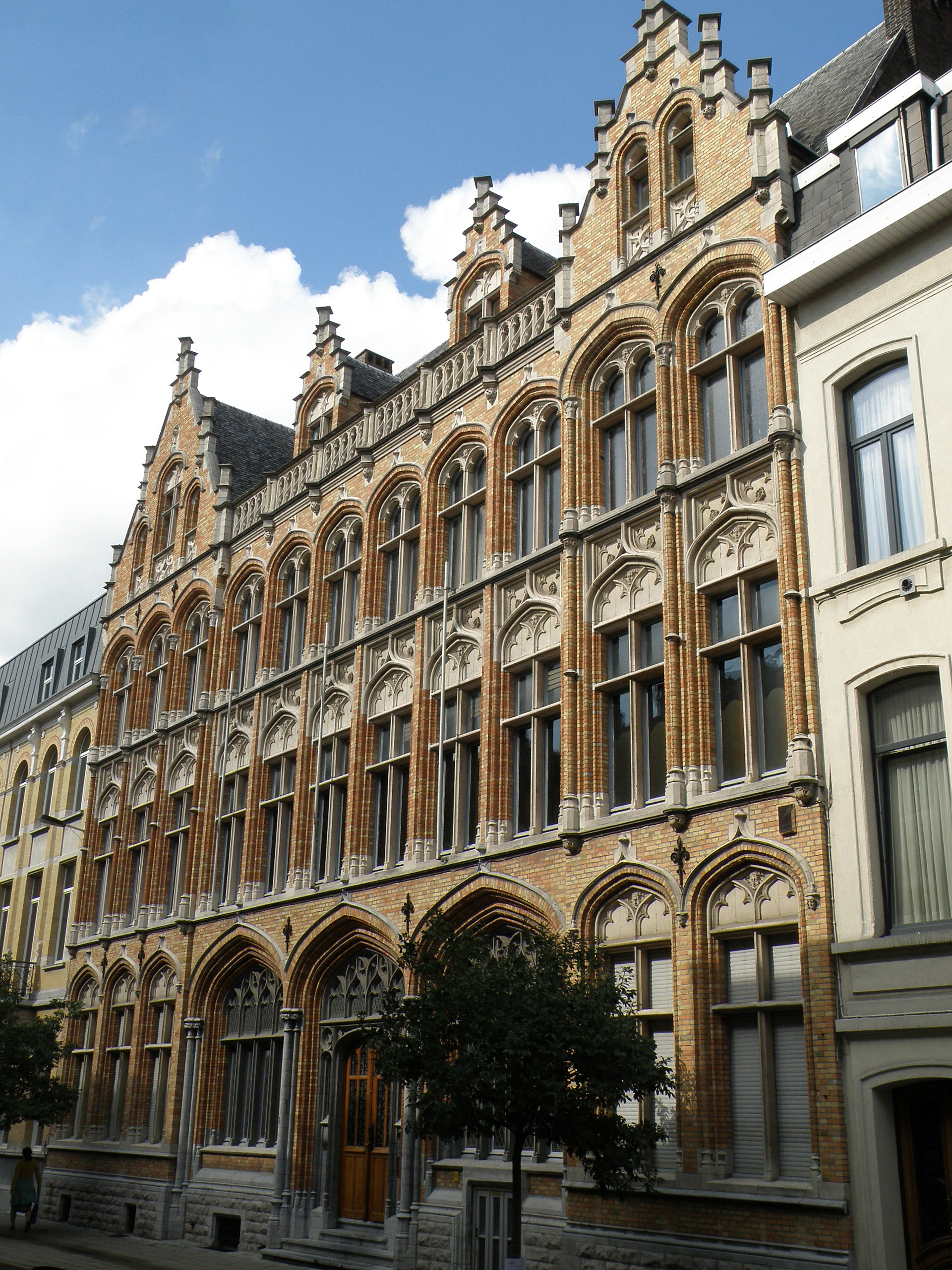
Het Belpaire-Instituut aan de J. De Bomstraat te Antwerpen.

Ze werd geboren in een familie waar wetenschap en kunst elkaar ontmoetten. Haar vader, Alphonse Belpaire, was ingenieur en haar moeder, Betsy Teichmann, kwam uit een familie van rijke Antwerpse industriëlen. Ze had verschillende talen onder de knie, waaronder Duits, Engels, Nederlands, Frans en ook Deens. Ze ontwikkelde zich cultureel en artistiek in het kielzog van haar moeder en van haar tante Constance Teichmann.
In haar beginperiode werkte ze samen met andere auteurs: voor Uit het leven met Dr. Schaepman en voor Wonderland met Hilda Ram. Later leverde ze zelfstandige werk.
Ze heeft haar leven gewijd aan de ontwikkeling van een degelijke meisjesopleiding in Vlaanderen (in 1902: Belpaire-instituut). Zij stond ook achter de promotie van het vrouwenkiesrecht. Ze financierde het tijdschrift Dietsche Warande en Belfort. Ze stichtte een damesafdeling van de Katholieke Vlaamse Hogeschooluitbreiding die uitgroeide tot het Belpaireinstituut. Ze stichtte ook een vrouwenbond, de Constance Teichmannbond. In 1919 richtte ze de Katholieke Vlaamse Hogeschool voor Vrouwen op.
Gedurende de Eerste Wereldoorlog verbleef ze in de (nu verdwenen) villa Swiss Cottage in De Panne. Ze was de mede-oprichtster van de frontsoldatenkrant De Belgische Standaard en organiseerde verschillende tentoonstellingen in De Panne. Daar werd ze in audiëntie ontvangen door zowel Koning Albert I (op 15 augustus 1917) als koningin Elisabeth in de (nu eveneens verdwenen) villa Maskens.
Belpaire werd in haar tijd de "Moeder van de Vlaamse Beweging" genoemd, omdat ze tal van Vlaamsgezinde initiatieven moreel en materieel ondersteunde.
Ze werd in 1922 werkend lid van de Koninklijke Vlaamse Academie voor Taal- en Letterkunde.